# Nervio timpánico
El nervio timpánico (nervio de Jacobson) es una rama del nervio glosofaríngeo que se encuentra cerca del oído.

## Ruta
Nace del ganglio inferior del nervio glosofaríngeo, y asciende hasta la cavidad timpánica a través de un pequeño canal, el canalículo timpánico inferior, en la superficie inferior de la porción petrosa del hueso temporal en la cresta que separa el conducto carotídeo de la fosa yugular.
En la cavidad timpánica se divide en ramas que forman el plexo timpánico y están contenidas en surcos sobre la superficie del promontorio.
El nervio timpánico contiene axones sensoriales y parasimpáticos: 
- Los axones sensoriales inervan el oído medio, incluida la superficie interna de la membrana timpánica. Sus cuerpos celulares se encuentran en el ganglio superior del nervio glosofaríngeo.
- Los axones parasimpáticos continúan como el nervio petroso menor e inervan las neuronas parasimpáticas postganglionares del ganglio ótico. Estas neuronas proporcionan entonces la inervación secretomotora de la glándula parótida a través del nervio auriculotemporal.

## Significado clínico
Este nervio puede verse afectado por un paraganglioma, en esta localización denominado tumor del glomus yugulare o glomus tympanicum.

## Imágenes adicionales

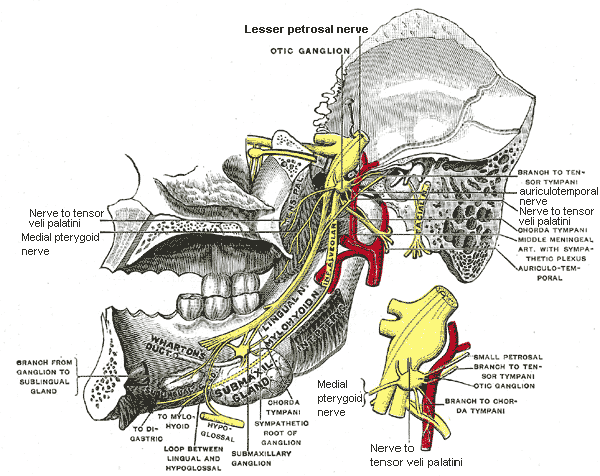
Nervio petroso menor
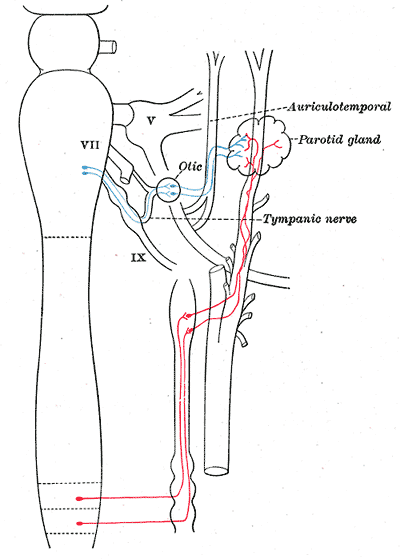
Conexiones simpáticas del ganglio ótico y de los ganglios cervicales superiores.